# Rodolfo
Rodolfo, polgári nevén Gács Rezső (született: Gross Rezső, Budapest, 1911. május 16. – Budapest, 1987. január 25.) magyar bűvész, érdemes és kiváló művész.

## Életrajza
Budapesten, a Józsefváros legmélyén, a Nagy Fuvaros utcában született, zsidó család gyermekeként. A környéken egymást érték a pálinkamérések, nyilvánosházak.
Édesanyja Wolf Katalin (1877–1958), édesapja Gross Ignác (1874–1937) betűszedő, testvérei: András (Ádi) (1908–1976) és Emma (1914–1985). Édesapja eredetileg nyomdász, majd egy helyi pálinkamérés tulajdonosa volt. Édesanyjának féltestvére Bánó Irén. Ádi bátyja Rodolfo pályájának korai szakaszában szervezőként, amolyan menedzserként segítette öccse pályafutását.
Csendes, nagyon visszahúzódó gyermek volt. Négy elemit és négy polgárit végzett, elsősorban anyagi okokból. Tizennégy éves korában inasnak adták a Gál úridivat-üzletbe (Károly körút 3.), ahol egészen 1935-ig főállásban dolgozott, Gerő úr néven. Ezután Hegedűs Szent István körúti úridivat-üzletét vezette 1939-ig, amikor a zsidótörvények hatására felmondott. 1939. január 28-án feleségével a görögkatolikus vallásra tért át. Családnevét (Gross) 1945 decemberében magyarosította Gácsra. 1946-ban született gyereke, Gács Judit.

## Pályája

### A kezdetektől a világháborúig
Bűvészkedésre egy kínai gyöngyárus inspirálta, aki megtanított neki egy bűvészmutatványt a dunai kavicsokkal. Ódry Zuárd karolta fel és tanította az 1920-as évek második felében. Gyakori közös bemutatkozásaik után első önálló fellépését is mestere menedzselte 1929 tavaszán, s ettől fogva Pest és Buda számtalan egylete, klubja, szakmai és baráti köre hívta fellépni az ifjú mágust. Ekkor kapta Rodolfo Grosso művésznevét mesterétől.
1930 decemberében felvételét kérte a Magyar Amateur Mágusok Egyesületébe, de sikere ellenére sem vették fel. Elhatározta, hogy leteszi a hivatásos artistavizsgát, időpontot kért, és három nap múlva a Royal Orfeumban megtartott nagy sikerű vizsgabemutatót követően, 1931 januárjától lett tagja a Magyar Artista Egyesületnek. A fiatal, fekete angolbajuszos bűvész könnyebb érvényesülése érdekében néhány reklámtrükkel próbált magának nagyobb publicitást szerezni. Az ujjelvágás, a zsilett-evés, valamint a nadrágtartó, nyakkendő és mindenféle személyes tárgy ellopása, majd többszöri visszaadása mára már legendává váltak. Ettől kezdve a – korabeli plakátok, reklámok szerint – profi bűvészt és zsebtolvajt a főváros számos ismert és kedvelt mulatóhelyén (Arizona mulató, Clarusse, Alpesi Falu, Moulin Rouge) szerződtették hosszabb-rövidebb időre.
1935 augusztusában feleségül vette Nádor (Neumann) Olgát, akivel félévszázados házasságban töltött színes, változatos és – a művészvilág számára példamutató – harmonikus életet.
A két Latabár (Árpád és Kálmán), Feleki Kamill, Halmai Imre, Fokker Géza, valamint Alfonzó és Rodolfo alkotta, s Vogel Eric jelmeztervezővel megerősített nagyszerű csapat a Moulin Rouge hazai és külföldi közönségét rendszeresen szórakoztatta az 1930-as évek közepén.

### A világháború alatt
Rodolfo 1939 elejétől kilépett a társulatból, s önálló revücsoportot hívott életre. Először Bulgáriában töltöttek két hónapot, majd Athén és Szaloniki a következő állomás. Isztambulban a Turán Varieté szerződtette őket, majd 1940 augusztusáig Egyiptomban turnéztak, ahonnan a háborúra hivatkozva kiutasították a revüt. Ezt követően a pesti Royal Orfeum adott lehetőséget a rendszeres fellépésekre. Egy kényszerű monori tartózkodás (munkaszolgálat) után 1941–43 között Kassa, Kolozsvár, Ungvár, Szabadka, Kecskemét és Újvidék közönsége többször is tapsolt Rodolfóéknak.
A második világháború alatt munkaszolgálatot teljesített 1940-ben Monoron, 1942-ben Vácon, majd 1943 márciusától előbb Budapesten, a Nyugati pályaudvar környéki élelmezési raktárban, majd 1944 májusától az ukrán fronton többek között Alfonzóval, Básti Lajossal és Vogel Eric-kel, ahonnan novemberben felesége közbenjárásával megszökött.

### A világháború után
A háború után 1945-ben az Országos Artista Egyesület elnökségi tagjává választották. Vidéki turnéira igen gyakran elkísérte – a később hazáját elhagyni kényszerült – Karády Katalint. 1948-tól művésztársával, Alfonzóval lépett fel állandóan, majd 1950-től a Latabár brigád tagjaként haknizott országszerte. 1956-ig nyolc éven át volt az Artista Akadémia, ill. az Állami Artistaképző Intézet tanára. Az 1960-as évektől tagja az Artistaképző Intézet állami vizsgabizottságának. 1956 után a volt Szovjetunió nagyobb városai (Moszkva, Leningrád, Riga) mellett viszonylag hosszabb ideig tartó fellépési lehetőséget és meghívást kapott Párizsba, Londonba, Brüsszelbe, Luxemburgba, valamint jó két évtized alatt ötven alkalommal Zürichbe. 1967-től állandó meghívottként vett részt a bűvészek világkongresszusain (például Baden-Baden, Amszterdam és Bécs).
Ötvenedik születésnapja alkalmával az érdemes művész (1960), 1971-ben pedig (nyugdíjba vonulásakor) a kiváló művész kitüntető címet kapta meg. 1962-től a Magyar Cirkusz és Varieté Vállalatnál (MACIVA) állt alkalmazásban, s jelentős érdemeket szerzett az új Fővárosi Nagycirkusz helyreállításában (1971). SZOT-díjjal tüntették ki 1980-ban.
Utolsó nyilvános fellépése 1986. január 13-án volt a Mikroszkóp Színpadon. (Rodolfo: Vigyázat! Csalok!) Négy nappal felesége halálát követően, 1987. január 25-én hunyt el Budapesten.
Sikereinek valódi forrása számainak tökéletes kidolgozása és a közönséggel való kapcsolatteremtő képessége voltak. Nyugdíjas korában is napi négy órát gyakorolt. Szlogenjévé vált mondata: „Figyeljék a kezemet, mert csalok!” Hitvallása is a következő volt: „Az a művész, aki meg van magával elégedve, az nem művész többé. Az meghalt.” Minden idők egyik legnagyobb beszélő kézügyességi bűvésze és zsebtolvaja volt; rengeteg trükköt ismert a bűvészet minden területéről, ezek közül – saját elmondása szerint – körülbelül ezret tudott bármikor színpadképesen.

## Publikációi

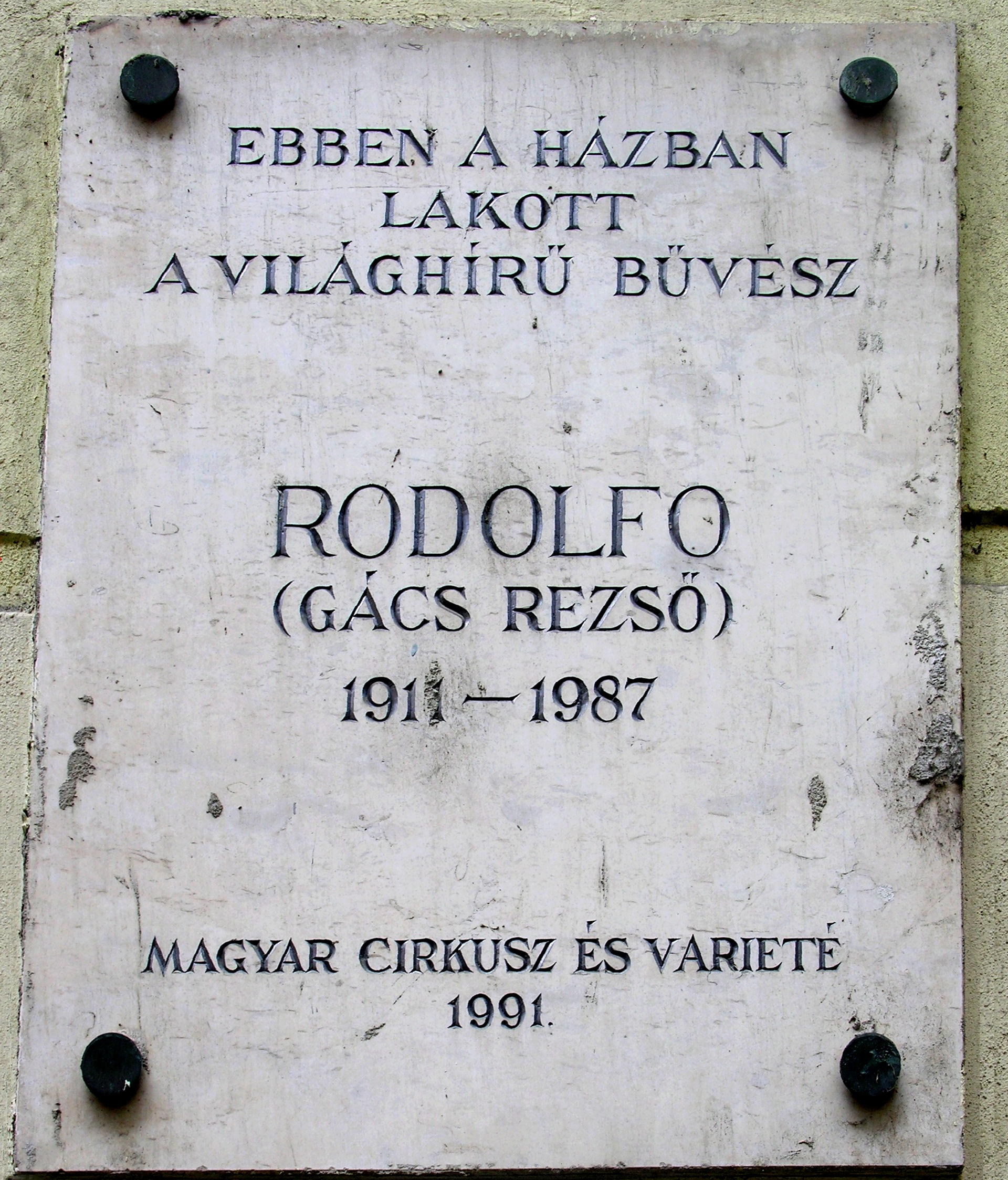
Rodolfo emléktáblája egykori lakhelyén
(Budapest V. ker., Kálmán Imre utca 14.)

- Rodolfo–Révész Gy. István: Vigyázat! Csalok!; ill. Sebes János; Bibliotheca, Budapest, 1957
- Bűvészkönyv; ill. Szitás György; Móra, Budapest, 1965
- Gács Rezső Rodolfo: Így kell ezt csinálni. 25 kártyatrükk; Minerva, Budapest, 1965
- 30+1 mutatvány; ill. Szitás György; Interpress, Budapest, 1977
- 55 mutatvány; Interpress, Budapest, 1980
- Gács Rezső: Rodolfo 70; MÜTEX, Budapest, 1983
- Rodolfo, krónikás: Berend Mihály. Vigyázat, most nem csalok!. Budapest: Idegenforgalmi Propaganda és Kiadó Vállalat (1987). ISBN 9633161371

- A Füles rejtvényújságban évtizedeken át a bűvésztrükk-rovatot vezette
- A Fejezetek a Cirkuszlexikonból című sorozatban szerepelt (Magyar Televízió)

## Díjai, elismerései
- Érdemes művész (1960)
- Kiváló művész (1971)
- SZOT-díj (1980)

## Filmfelvételek
- Válogatás archív felvételekből
- Cirkuszi előadás közben, közönség előtt
- Rodolfo bűvész zenés műsora, 1957 Szilvesztere
- Rodolfo bűvész a híradóban, 1962
- Tamási Eszter és Rodolfo bűvész, 1968
- Lénárd Judit és Rodolfo bűvész, 1968